# لو هان
لو هان (بالصينية: 盧漢) هو سياسي صيني، ولد في 1895 في تشاوتونغ في الصين، وتوفي في 1974. حزبياً، نشط في الكومينتانغ. وقد انتخب عضو مجلس الشعب الصيني ‏ خلال فترته النيابية.